# Сокулка (гмина)
Сокулка (пол. Sokółka) — городско-сельская гмина (волость) в Польше, входит как административная единица в Сокульский повет, Подляское воеводство. Население — 26 647 человек (на 2004 год).

## Демография
| Перепись                       | Всего   | Всего | Женщины | Женщины | Мужчины | Мужчины |
| ------------------------------ | ------- | ----- | ------- | ------- | ------- | ------- |
| Единицы                        | человек | %     | человек | %       | человек | %       |
| Население                      | 26 647  | 100   | 13 633  | 51,2    | 13 014  | 48,8    |
| Плотность населения (чел./км²) | 85      | 85    | 43,5    | 43,5    | 41,5    | 41,5    |

## Поселения
1. Бахматувка
2. Бильвинки
3. Бобровники
4. Богуше
5. Бохоники
6. Драхле
7. Двожиск
8. Генюше
9. Гильбовщызна
10. Глинище-Мале
11. Глинище-Вельке
12. Хале
13. Игрылы
14. Ялувка
15. Яновщызна
16. Еленя-Гура
17. Канторувка
18. Красняны
19. Кундзиче
20. Куровщызна
21. Лебедзин
22. Липина
23. Малявиче-Дольне
24. Малявиче-Гурне
25. Мейске-Новины
26. Номики
27. Нова-Камёнка
28. Нова-Розедранка
29. Орловиче
30. Павелки
31. Плянтечка
32. Плебановце
33. Подкамёнка
34. Полянки
35. Понятовиче
36. Пуцилки
37. Сербовце
38. Слойники
39. Смолянка
40. Соколяны
41. Стара-Камёнка
42. Стара-Мочальня
43. Стара-Розедранка
44. Стары-Шор
45. Страж
46. Шиндзель
47. Шишки
48. Вежхьедлина
49. Войнахы
50. Вороняны
51. Высоке-Ляски
52. Задвожаны
53. Кундзин
54. Заспиче
55. Завистовщызна
56. Жуки

## Соседние гмины
1. Гмина Чарна-Белостоцка
2. Гмина Янув
3. Гмина Кузница
4. Гмина Сидра
5. Гмина Супрасль
6. Гмина Шудзялово